# Ciberclarias
Ciberclarias es un término utilizado para describir a individuos, que operan perfiles falsos o gestionan cuentas reales en redes sociales para promover narrativas favorables al gobierno cubano y desacreditar a sus críticos. Estas actividades suelen estar incentivadas o coordinadas por entidades estatales. El término deriva de la claria (Clarias gariepinus), una especie invasora introducida en Cuba, y se emplea de forma peyorativa para aludir a estas prácticas de manipulación digital.
El fenómeno de las ciberclarias forma parte de una tendencia global de operaciones de influencia patrocinadas por Estados, comparable a iniciativas como las desarrolladas por la Agencia de Investigación de Internet (IRA) de Rusia, conocida por su papel en las elecciones presidenciales de Estados Unidos de 2016 y la guerra en Ucrania.

## Origen y contexto
La aparición de las ciberclarias se relaciona con la expansión del acceso a internet en Cuba a partir de 2013, cuando el gobierno comenzó a utilizar redes sociales como herramienta para contrarrestar la disidencia en línea. Diversos informes indican que muchos de estos operarios provienen de la Universidad de Ciencias Informáticas (UCI) y reciben incentivos materiales, como tiempo de conexión gratuita, recargas telefónicas y planes de datos.
En 2023, Freedom House reportó campañas de reclutamiento en instituciones educativas y médicas, con el objetivo de fomentar la participación en redes sociales para promover contenido revolucionario.

## Actividades
Las principales actividades asociadas a las ciberclarias incluyen:
- Propaganda: Amplificación de mensajes oficiales y de medios estatales, así como la promoción de etiquetas progubernamentales, como #UnidosXCuba.[3]
- Desinformación: Difusión de contenidos falsos o engañosos destinados a desacreditar a medios independientes y a la oposición.[3]
- Acoso digital: Ataques coordinados contra disidentes, periodistas y activistas mediante insultos, amenazas y campañas de difamación.[3]

Estas operaciones se llevan a cabo en plataformas como Facebook, X (anteriormente Twitter), Instagram, Telegram, YouTube y Picta.

## Impacto
La actividad de las ciberclarias ha contribuido a un clima de censura y autocensura en el entorno digital cubano, afectando negativamente la libertad de expresión. De acuerdo con el informe Freedom on the Net 2024 de Freedom House, Cuba se mantiene clasificada como un país "no libre" en términos de acceso y libertad en internet.
A nivel global, prácticas similares han sido señaladas como factores de erosión democrática, al manipular la opinión pública mediante desinformación sistemática.

## Respuestas y contramedidas
En 2022, la empresa Meta eliminó cientos de cuentas relacionadas con el gobierno cubano por violaciones de políticas sobre comportamiento inauténtico coordinado. Iniciativas independientes como el proyecto Las Ciberclarias, creado por el ingeniero informático Raúl Danglade, han identificado más de 120 cuentas sospechosas en la plataforma X. Asimismo, herramientas como Botometer se utilizan para detectar actividad automatizada y perfiles ficticios.

## Comparación internacional
Las ciberclarias son comparables a los operativos de la Agencia de Investigación de Internet (IRA) de Rusia. Mientras que la IRA ha operado a nivel internacional, influenciando elecciones extranjeras y conflictos geopolíticos, las ciberclarias tienden a centrarse en la manipulación del discurso interno cubano.